# Celina (Teksas)
Celina je grad u američkoj saveznoj državi Teksas. Prema popisu stanovništva iz 2010. u njemu je živjelo 6.028 stanovnika.